# Boeny
Boeny is een regio in het noordwesten van Madagaskar. De regio heeft een oppervlakte van 31.046 km en de regio heeft 757.714 inwoners. De regio grenst in het noorden aan de regio Sofia, in het oosten aan Betsiboka en in het zuiden aan Melaky. De hoofdstad is Mahajanga.

## Districten
De regio is verdeeld in zes districten
- Ambato-Boeny
- Mahajanga I (het stadsdistrict)
- Mahajanga II (het omliggende platteland)
- Marovoay
- Mitsinjo
- Soalala

## Nationale parken en wildreservaten
- Nationaal park Ankarafantsika
- Nationaal park Baie de Baly
- Tsingy de Namoroka Strict natuurreservaat